# Credo Legionario
El Credo Legionario consiste en una lista de doce máximas, redactadas por José Millán-Astray y Terreros, fundador de La Legión Española, poco después de la creación de la unidad en 1920. La intención de Millan Astray era la de plasmar en sentencias simples que definió como base espiritual de La Legión, ayudando así a conformar y que todo caballero legionario debía saber de memoria el credo y aplicarlo en todas las facetas de su vida.

## La mística legionaria
La Legión se pensó desde el primer momento como unidad de choque, compuesta por voluntarios, que permitiera reducir la cantidad de bajas de personal de leva que tanto malestar social causaba en la península. Se esperaba que se nutriera principalmente de extranjeros, y de nacionales que buscasen huir de una vida anterior, redimirse mediante el servicio armado, lo que se tradujo en una bien conocida política inicial de "nada de preguntas".
El texto del Credo está formado por doce sentencias o espíritus que debe atesorar y cumplir todo caballero legionario. El Credo es, además, una guía de conducta simple y fácil de memorizar a fin de permitir su mejor aprendizaje por parte de legionarios iletrados o extranjeros. Unida a las ceremonias, a la uniformidad exclusiva de la Legión, a las tradiciones y al llamado "Culto a la muerte", el Credo conformaba la base de la llamada mística legionaria, creada conscientemente por su fundador, y cultivada con afán por el cuerpo desde entonces.
El objetivo de este adoctrinamiento era conseguir una unidad cohesionada, dispuesta a actuar como tropas de choque sin temer a la muerte. El mismo Millán Astray admitió muchas veces ser un gran admirador del bushido, obra que él mismo llegó a traducir al español durante los años veinte a partir de una edición francesa.

## Texto del credo
Los doce espíritus que forman el credo legionario son:
1. El espíritu del legionario:[1] Es único y sin igual, es de ciega y feroz acometividad, de buscar siempre acortar la distancia con el enemigo y llegar a la bayoneta.
2. El espíritu de compañerismo: Con el sagrado juramento de no abandonar jamás a un hombre en el campo, hasta perecer todos.
3. El espíritu de amistad: De juramento entre cada dos hombres.
4. El espíritu de unión y socorro: A la voz de ¡A mí La Legión!, sea donde sea, acudirán todos y, con razón o sin ella, defenderán al legionario que pida auxilio.
5. El espíritu de marcha: Jamás un legionario dirá que está cansado, hasta caer reventado. Será el cuerpo más veloz y resistente.
6. El espíritu de sufrimiento y dureza: No se quejará de fatiga, ni de dolor, ni de hambre, ni de sed, ni de sueño; hará todos los trabajos, cavará, arrastrará cañones, carros; estará destacado, hará convoyes, trabajará en lo que le manden.
7. El espíritu de acudir al fuego: La Legión, desde el hombre solo hasta la Legión entera, acudirá siempre donde oiga fuego, de día, de noche, siempre, siempre, aunque no tenga orden para ello.
8. El espíritu de disciplina: Cumplirá su deber, obedecerá hasta morir.
9. El espíritu de combate: La Legión pedirá siempre, siempre, combatir, sin turno, sin contar los días, ni los meses, ni los años.
10. El espíritu de la muerte: El morir en el combate es el mayor honor. No se muere más que una vez. La muerte llega sin dolor y el morir no es tan horrible como parece. Lo más horrible es vivir siendo un cobarde.
11. La bandera de La Legión: La bandera de La Legión será la más gloriosa, porque la teñirá la sangre de sus legionarios.
12. Todos los hombres legionarios son bravos: Todos los hombres legionarios son bravos, cada Nación tiene fama de bravura; aquí es preciso demostrar qué pueblo es el más valiente.

Aunque no son exactamente parte del credo, se le incluyen siempre los tres vivas que se lanzan en todo acto ceremonial legionario desde su fundación: "¡Viva España! ¡Viva el Rey! ¡Viva la Legión!". Los vivas se gritan por parte de todos los legionarios presentes en el acto, al unísono, a modo de clausura y a la voz del oficial superior legionario presente, quien siempre los demanda con la misma frase con que lo hacía Millán Astray, hoy tradicional: "Con el gorrillo en la mano izquierda y el brazo en alto, gritad conmigo:[...]".

## Historia del texto
Creada el 28 de enero de 1920, y aunque ya había participado en acciones de guerra, la Legión no empezó a ser conocida entre la ciudadanía española hasta su precipitado traslado en auxilio de Melilla tras el Desastre de Annual. En 1923, con la unidad ya plenamente establecida y necesitada de mantener el flujo inicial de reclutas, así como buscando incrementar la publicidad sobre la misma, el entonces teniente coronel José Millán Astray redactó y editó un libro titulado La Legión, en el cual aparece públicamente la primera forma conocida del Credo. No obstante, este ya existía prácticamente desde la fundación de la unidad, y era enseñado a las tropas con tanta insistencia y tesón como si se tratara de un nuevo catecismo.
El texto del Credo Legionario se mantuvo inalterado durante los años de existencia de la Legión, excepto por un detalle del 11º espíritu: la edición original publicada por Millán Astray rezaba La Bandera de La Legión será la más gloriosa [...]. La forma en futuro fue modificada a su redacción actual, en presente, en un acto con gran ceremonia tras la entrega de la primera bandera nacional a La Legión el 5 de octubre de 1927 por parte de la entonces reina Victoria Eugenia, al considerarse que las bajas legionarias hasta la fecha lo hacían merecedor de tal modificación.
En los años 80, cuando se cuestionaba la continuidad de La Legión, el Ministerio de Defensa de España promovió una nueva redacción del Credo, por considerar que la tradicional era anacrónica y políticamente incorrecta, aunque no prosperó.

## Variaciones no oficiales
Hacia 1923, el entonces jefe de La Legión, teniente coronel Rafael Valenzuela Urzáiz, distribuyó entre sus mandos y tropa una nota en la que añadía un nuevo espíritu:
- El Espíritu del pelotón de castigo: Sufrir arresto en el pelotón es un derecho del legionario que pecó militarmente; derecho que no debe desposeérsele ni con indultos ni atenuaciones, y mientras que ejerce este derecho y paga sus deudas, ha de tener el orgullo de buen pagador, que cuanto más plenamente realice el pago más se despliega de sus faltas, que al terminar su correctivo deja de pesar sobre él, puesto que lo liberó pagando su justo precio. Nuestra raza no ha muerto aún.

Aunque nunca se ha añadido oficialmente este redactado adicional al Credo, ha tenido esa consideración durante mucho tiempo, formando parte del corpus de costumbres propias de La Legión.
Por otra parte, el tercer jefe de La Legión, Francisco Franco, retocó en 1923 la redacción del Espíritu de unión y socorro, eliminando algunas palabras, de forma que quedaba como sigue:
- El Espíritu de unión y socorro: A la voz de ¡A mí La Legión!, sea donde sea, acudirán todos y con razón o sin ella defenderán al legionario que pida auxilio. Posteriormente se recuperó la redacción original.

- "Espíritu al que desertaba o se suicidaba": Legionario, si tu condición de hombre no te hace responsable de tus actos, ¿de qué te quejas? Cumple tu compromiso y vete.

- Oración del Legionario Ante el monumento legionario, presidido por el Cristo de la Buena Muerte, y desde las filas de la gloriosa Legión, recordamos a quienes murieron con nobleza y honor.

Señor de la vida y la esperanza, fuente de salvación y de paz eterna, concede a nuestros difuntos el descanso eterno.